# Пер Крістіан Єрсільд
Пер Крістіан Єрсільд (швед. Per Christian Jersild; нар. 14 березня 1935, Катрінегольм, Швеція) — шведський письменник та медик. З 2000 року — почесний доктор Уппсальського університету, а з 1999-го — Королівського технологічного інституту.

## Біографія
Народився 1935 року в Катрінегольмі.
Свою першу книгу Räknelära видав 1960 року, у віці 25 років, хоча на той момент він писав уже понад 10 років. За всю кар'єру написав 35 книг, де основна увага приділялася соціальній проблематиці. Його найвідомішим твором є роман «Barnens ö» (Дитячий острів), що розповідає історію молодого хлопця, який тікає з дитячого літнього табору, щоб провести час самому в Стокгольмі. Помітною книгою Єрсільда стала «Babels hus», яка розповідає про нелюдські обставини лікування у великій сучасній лікарні, образ якої було взято з Каролінської лікарні.
Окрім своєї письменницької діяльності, Єрсільд працював журналістом, зокрема був дописувачем у газеті Dagens Nyheter. 1999 року був обраний до Шведської королівської академії наук.

## Нагороди
- Літературна премія Svenska Dagbladet (1973)
- Премія «Аніара» (1974)
- Премія Келлгрен (1990)
- Премія Товариства Дев'яти (1998)
- Övralidspriset (2007)
- Нагорода Інгемара Геденіуса (2007)

## Твори
- Räknelära, 1960
- Till varmare länder, 1961
- Ledig lördag, 1963
- Resa genom världen, 1965
- Pyton, 1966
- Prins Valiant och Konsum, 1966
- Grisjakten, 1968
- Vi ses i Song My, 1970
- Uppror bland marsinen, 1972
- Stumpen, 1973
- Djurdoktorn, 1973
- Den elektriska kaninen]], 1974
- Barnens Ö, 1976
- Babels hus, 1978
- En levande själ, 1980
- Professionella bekännelser, 1981
- Після потопу / Efter floden, 1982
- Lit de parade, 1983
- Den femtionde frälsaren, 1984
- Geniernas återkomst, 1987
- Svarta villan, 1987
- Röda hund, 1988
- Ett ensamt öra, 1989
- Fem hjärtan i en tändsticksask, 1989
- En livsåskådsningsbok, 1990
- Alice och Nisse i lustiga huset, 1991
- Holgerssons, 1991
- Röda hund, 1991
- Hymir, 1993
- En gammal kärlek, 1995
- Ett gammal kylskåp och en förkyld hund, 1995
- Sena sagor, 1998
- Darwins ofullbordade: Om människans biologiska natur, 1999
- Ljusets Drottning, 2000
- Hundra Fristående Kolumner i Dagens Nyheter, 2002
- Ypsilon, 2012